# Fondo delle Nazioni Unite per la popolazione
Il Fondo delle Nazioni Unite per la popolazione (UNFPA dal vecchio nome inglese United Nations Fund for Population Activities) è un fondo delle Nazioni Unite nato per il supporto delle popolazioni in situazioni di crisi, nel 1969. Attualmente la missione di UNFPA è: "Contribuire a creare un mondo dove ogni gravidanza sia desiderata, ogni nascita protetta e dove ogni giovane possa sviluppare il proprio potenziale".

## Descrizione
UNFPA lavora in partnership coi governi, altre entità e agenzie di cooperazione bilaterale e multilaterale e con la società civile. L'agenzia si basa in primis sul quadro normativo del piano di azione della Conferenza del Cairo sulla Popolazione e lo Sviluppo del 1994 et sugli Obiettivi di Sviluppo del Millennio.
La sede dell'organizzazione è a New York, ma UNFPA opera in almeno 150 paesi del mondo, ed ha 129 uffici nazionali, dove attua programmi che vanno al di là dell'appoggio specialistico alla produzione di normative rispettose degli standard internazionali su popolazione e sviluppo. L'agenzia interviene attivamente in paesi in via di sviluppo, in situazione post-conflitto o fragili, e in crisi umanitarie.
UNFPA mira a raggiungere l'accesso universale ai servizi di salute materna e riproduttiva (compresa la pianificazione familiare), a promuovere la realizzazione dei diritti sessuali e riproduttivi di tutti gli individui, a ridurre la mortalità materna e infantile ovunque nel mondo. Per fare ciò, UNFPA si concentra sui diritti umani di giovani e donne, sull'eguaglianza di genere e sulla promozione della comprensione delle dinamiche di popolazione delle istituzioni locali, nazionali, regionali e internazionali, della società civile, di uomini, donne, ragazze, ragazzi e bambini. UNFPA comincia dalle analisi demografiche, in particolare sulla crescita, l'età della popolazione, la sua fertilità, mortalità e i flussi migratori, in quanto fattori principali influenzanti lo sviluppo umano. La salute sessuale e riproduttiva e l'emancipazione femminile sono identificati dall'agenzia come il nocciolo del suo intervento, per poter influenzare delle dinamiche di popolazione.
I progetti principali riguardano quindi interventi: 
- di salute materna e riproduttiva, come la prevenzione delle gravidanze indesiderate, la lotta all'AIDS, o l'assistenza ginecologica ed ostetrica ai profughi di guerra e ai rifugiati ecc.
- miranti all'aumento dell'eguaglianza di genere, attraverso inter alia progetti di lotta alla violenza di genere (violenza domestica, mutilazioni genitali femminili, violenze sessuali, matrimoni forzati etc) o l'appoggio tecnico alla revisione di quadri normativi e legali nazionali
- l'appoggio all'elaborazione e sviluppo di politiche per lo sviluppo della popolazione, come nel caso del censimento, o dell'elaborazione di strategie per ridurre le gravidanze delle adolescenti e creare programmi di educazione sessuale o aumentare l'accesso all'educazione per le ragazzine

Dal 2008, UNFPA è guidata dal Dr. Babatunde Osotimehin, originario della Nigeria. Il Dr. Babatunde ha sostituito la Signora Thoraya A. Obaid, nata in Arabia Saudita e in carica tra il 2001 et il 2010, che succedeva a sua volta alla dottoressa Nafis Sadik del Pakistan, alla testa dell'organizzazione tra il 1987 e il 2000, successore del Signor Rafael M. Salis, primo direttore di UNFPA, in carica tra il 1969 e il 1987 e proveniente dalle Filippine.
Il Fondo è finanziato unicamente da aiuti volontari, nel 2012 l'organizzazione ha avuto 963.2 milioni di dollari di contributi, di cui meno di 2 milioni sono donati dall'Italia. Infatti, tra il 2011 ed il 2012 l'Italia ha ridotto assai significativamente i suoi contributi a UNFPA passando da circa 1 milione e 400 000 dollari a meno di 400 000 annui, come contributo regolare. Bisogna però aggiungere che l'Italia contribuisce sostanzialmente al fondo comune di UNICEF ed UNFPA per la lotta alle mutilazioni genitali femminili dal 2008 (nel 2012 la donazione si è elevata sui 400 000 dollari, più che dimezzata rispetto agli anni precedenti).